# Farul din Șabla

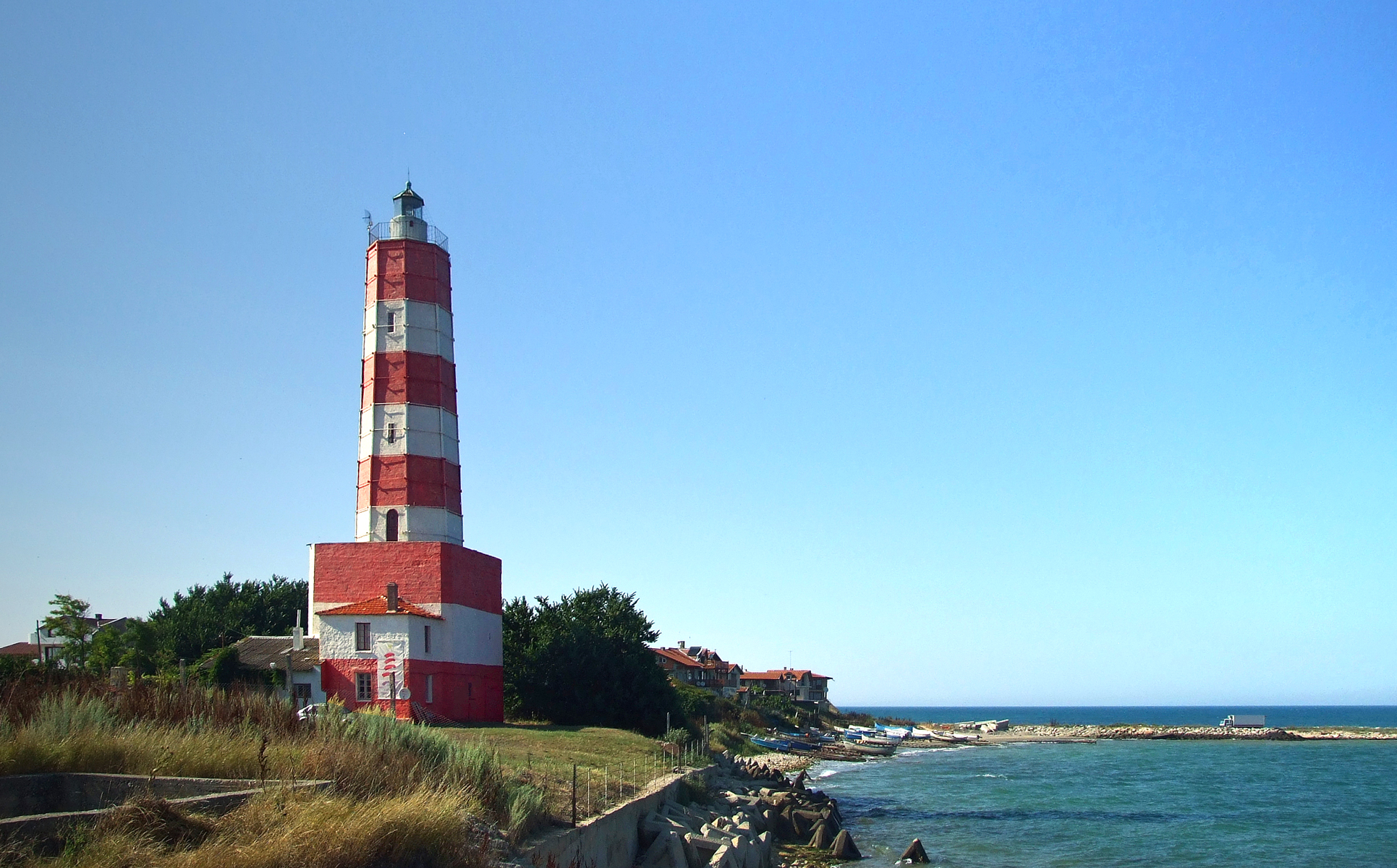
Farul din Șabla

Farul din Șabla (în bulgară Шабленски фар) este un far situat la 5 km est de orașul Șabla, regiunea Dobrici; în Bulgaria.

## Caracteristici
Este cel mai vechi și cel mai înalt far din Bulgaria , situat în punctul cel mai estic al Bulgariei . A fost construit în 1856 și a fost inaugurat un an mai târziu. Este o clădire de calcar cu o înălțime de 36 m, care constă dintr-un turn octogonal cu balcoane. Lanternul cu trei etaje este pictat în dungi roșii și albe. Acesta luminează alb, situat la 32 m deasupra nivelului mării, iar raza luminii este de 16 mile maritime.